# EasyCODE
EasyCODE ist ein methodisches Werkzeug zur modellbasierten Softwareentwicklung, das in den Prozessbereichen Design, Programmierung, Test, Wartung und Dokumentation eingesetzt werden kann.

## Funktionsumfang
Hauptbestandteile von EasyCODE sind
- ein grafischer Editor für Struktogramme (Nassi-Shneiderman-Diagramme)
- ein grafischer Editor für Statecharts (UML-Zustandsdiagramme)

Außerdem beinhaltet die Software
- eine Projektverwaltung
- einen Codegenerator und ein Framework für Zustandsautomaten
- Tools zur Quellcodedokumentation und Qualitätssicherung
- Schnittstellen zu Compilern, Debuggern und Versionsverwaltungssystemen

Quellcode verschiedener Programmiersprachen kann mit EasyCODE als Struktogramm eingelesen und auf einer grafischen Oberfläche bearbeitet werden.
Dabei werden 25 Programmiersprachen unterstützt, von der Embedded Entwicklung in C++ oder C über Business Logic in ABAP oder COBOL bis hin zur Applikationsentwicklung in Visual Basic.
Ein geändertes Struktogramm wird nicht in einem speziellen Dateiformat, sondern als reine Quellcodedatei gespeichert.
Für Statecharts, die in EasyCODE erstellt wurden, stehen zwei Arten der Codegenerierung zur Verfügung:
- Generierung des Zustandsautomaten in Form eines switch/case-Konstrukts (C++ oder C), zur Verwendung in einem Struktogramm.
- Generierung von C++- oder C-Quellcodedateien mittels eines modifizierbaren Skripts.

Der generierte Code kann zur Verifizierung des Modells in einer Simulationsanwendung ausgeführt werden; dabei lassen sich die Zustandswechsel im Diagramm visuell verfolgen.

## Geschichte
EasyCODE / EasyCASE war ursprünglich ein Produkt der SIEMENS AG PSE und wurde 1999 von der BKR Softwareberatung und -entwicklung GmbH übernommen. 2001 stellte BKR die EasyCASE Version 6.8 vor, die noch weitgehend auf der alten Siemens-Technologie basierte.
2002 wurde EasyCODE schließlich von der neu gegründeten EASYCODE GmbH übernommen, die 2003 eine komplett überarbeitete EasyCODE Version 7.1 für C++, C und COBOL herausbrachte.
2004 wurde mit der Version 7.5 die Projektverwaltung in EasyCODE eingeführt.
2006 folgte die Version 7.5 / SPS, mit der es erstmals möglich war, Struktogramme auch in den Sprachen ST, SCL und AWL einzusetzen.
Ende Februar 2008 wurde die Version 8.0 veröffentlicht, mit dem Statechart-Editor als wichtigster Neuerung.
Im März 2009 erschien Version 8.5 mit Erweiterungen vor allem im Bereich Statecharts/Codegenerierung/Simulation. Im März 2012 wurde die Version 9.0 herausgegeben, die sich vor allem mit Autovervollständigung und einer visuellen Überarbeitung der Oberfläche von den Vorgängern absetzt. Im März 2013 wurde die Version 9.1 veröffentlicht. Das Release der Version 9.2 ist im Juli 2014 vorgesehen.